# کلیسای جامع تادئوس و بارتوقیمئوس مقدس (باکو)
کلیسای جامع تادئوس و بارتوقیمئوس مقدس (ارمنی: Սուրբ Թադևոս-Բարդուղիմեոս Մայր Տաճար) یک کلیسا متعلق به کلیسای حواری ارمنی واقع در شهر باکو در امپراتوری روسیه بود. ساخت و ساز این ساختمان در سال‌های ۱۹۱۱–۱۹۱۰ میلادی؛ به پایان رسید. این بنا به سبک معماری ارمنی طراحی شده بود. این کلیسا در سال ۱۹۳۷ تخریب شد